# 韩国国立旗舰大学
韩国国立旗舰大学（：／ Keojeom Guklib Daehakgyo */?）是韩国政府在光复后以教育兴国为宗旨建立的10所国立大学。韩国最初的8个道和2个特别市各建有一座国立旗舰大学，拟在推动大学所在地区的教育水平，这与美国各州的州立大学系統很相像。韩国国立旗舰大学一般都是通过合并和扩充各地区已有的大学而建成。首尔大学和釜山大学最早在1946年建立。同年，韩国海洋大学也建成，不过韩国海洋大学后来并没有正式定位为国立旗舰大学，取而代之的是庆北大学。

## 韩国国立旗艦大学列表
- 首尔大学，成立于1946年，位于首尔特別市
- 釜山大学，成立于1946年，位于釜山廣域市
- 庆北大学，成立于1946年，位于大邱廣域市
- 江原大学，成立于1947年，位于江原特別自治道
- 全北大学，成立于1947年，位于全北特别自治道
- 忠北大学，成立于1951年，位于忠清北道
- 忠南大学，成立于1952年，位于大田廣域市
- 全南大学，成立于1952年，位于光州廣域市
- 济州大学，成立于1952年，位于濟州特別自治道
- 庆尚大学，成立于1968年，位于庆尚南道